# Sphaerophoropsis stereocauloides
Sphaerophoropsis stereocauloides — вид грибів, що належить до монотипового роду Sphaerophoropsis.